# Секежин (Остшешовський повіт)
Секежин (пол. Siekierzyn) — село в Польщі, у гміні Ґрабув-над-Просною Остшешовського повіту Великопольського воєводства.
Населення — 62 особи (2011).
У 1975-1998 роках село належало до Каліського воєводства.

## Демографія
Демографічна структура станом на 31 березня 2011 року:
|          | Загалом | Допрацездатний вік | Працездатний вік | Постпрацездатний вік |
| -------- | ------- | ------------------ | ---------------- | -------------------- |
| Чоловіки | 26      | 5                  | 20               | 1                    |
| Жінки    | 36      | 10                 | 21               | 5                    |
| Разом    | 62      | 15                 | 41               | 6                    |